# Тайгард
Тайгард (англ. Tigard ) — город в округе Вашингтон, штат Орегон, США. Население составляло 54 539 человек по переписи 2020 года, что делает его 12-м по численности населения городом в Орегоне. Город был основан в 1961 году, расположен к югу от Бивертона и к северу от Туалатина и является частью столичного района Портленда.

## Население
| 2000   | 2010    | 2020    |
| ------ | ------- | ------- |
| 41 223 | ↗48 035 | ↗54 539 |